# Željka Markić

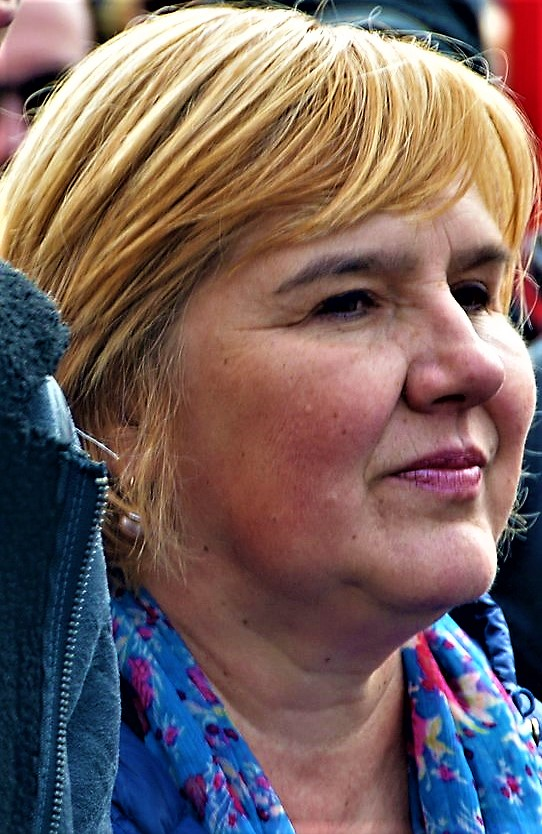
Željka Markić

Željka Markić (* 11. November 1964 in Zagreb) ist eine kroatische Journalistin, Unternehmerin, Aktivistin, Medizinerin und Übersetzerin.

## Leben
Sie besuchte das Klassische Gymnasium in Zagreb und promovierte an der Medizinschule der Universität Zagreb. Sie war während des Kroatienkriegs als Reporterin für BBC, NBC und RAI aktiv. Von 1992 bis 1994 war sie Gebietsrepräsentantin bei Human Rights Watch sowie von 2004 bis 2007 Redakteurin bei Nova TV und Beschäftigte des Kroatischen Rundfunks.
Markić übersetzte Werke von John Grisham, Antonio A. Borelli und Roy Gutman in die kroatische Sprache. Sie gründete die kroatische Zweigniederlassung der Hilfsorganisation Mary’s Meals. Željka Markić ist Autorin mehrerer Dokumentarfilme für BBC und Channel 4, wie beispielsweise Die Reporterin, Guy Smith, Unentschuldbar und Kriegskinder (zusammen mit Alan Reyndols).
Sie ist mit dem Physiker Tihomir Markić verheiratet, mit dem sie vier Söhne hat.